# Grand Prix Formule 1 van Zuid-Afrika 1971
De Grand Prix Formule 1 van Zuid-Afrika 1971 werd gehouden op 6 maart 1971 in Kyalami.

## Uitslag
| Positie | Nr | Rijder             | Team             | Ronden | Tijd/Opgave     | Startplaats | Punten |
| ------- | -- | ------------------ | ---------------- | ------ | --------------- | ----------- | ------ |
| 1       | 6  | Mario Andretti     | Ferrari          | 79     | 1:47:35.5       | 4           | 9      |
| 2       | 9  | Jackie Stewart     | Tyrrell-Ford     | 79     | 20.9            | 1           | 6      |
| 3       | 5  | Clay Regazzoni     | Ferrari          | 79     | 31.4            | 3           | 4      |
| 4       | 3  | Reine Wisell       | Lotus-Ford       | 79     | + 1:09.4        | 14          | 3      |
| 5       | 19 | Chris Amon         | Matra            | 78     | + 1 Ronde       | 2           | 2      |
| 6       | 11 | Denny Hulme        | McLaren-Ford     | 78     | + 1 Ronde       | 7           | 1      |
| 7       | 28 | Brian Redman       | Surtees-Ford     | 78     | + 1 Ronde       | 17          |        |
| 8       | 4  | Jacky Ickx         | Ferrari          | 78     | + 1 Ronde       | 8           |        |
| 9       | 14 | Graham Hill        | Brabham-Ford     | 77     | + 2 Ronden      | 19          |        |
| 10      | 7  | Ronnie Peterson    | March-Ford       | 77     | + 2 Ronden      | 13          |        |
| 11      | 22 | Henri Pescarolo    | March-Ford       | 77     | + 2 Ronden      | 18          |        |
| 12      | 21 | Rolf Stommelen     | Surtees-Ford     | 77     | + 2 Ronden      | 15          |        |
| 13      | 8  | Andrea de Adamich  | March-Alfa Romeo | 75     | + 4 Ronden      | 22          |        |
| NF      | 2  | Emerson Fittipaldi | Lotus-Ford       | 58     | Motor           | 5           |        |
| NF      | 20 | John Surtees       | Surtees-Ford     | 56     | Versnellingsbak | 6           |        |
| NF      | 10 | François Cevert    | Tyrrell-Ford     | 45     | Ongeluk         | 9           |        |
| NF      | 27 | Howden Ganley      | BRM              | 42     | Fysiek          | 24          |        |
| NF      | 16 | Pedro Rodríguez    | BRM              | 33     | Oververhitting  | 10          |        |
| NF      | 15 | Dave Charlton      | Brabham-Ford     | 31     | Motor           | 16          |        |
| NF      | 17 | Jo Siffert         | BRM              | 31     | Oververhitting  | 12          |        |
| NF      | 24 | John Love          | March-Ford       | 30     | Differentieel   | 21          |        |
| NF      | 25 | Jackie Pretorius   | Brabham-Ford     | 22     | Motor           | 20          |        |
| NF      | 12 | Peter Gethin       | McLaren-Ford     | 7      | Brandstoflek    | 11          |        |
| NF      | 23 | Jo Bonnier         | McLaren-Ford     | 5      | Ophanging       | 23          |        |
| NF      | 26 | Alex Soler-Roig    | March-Ford       | 5      | Motor           | 25          |        |

## Statistieken
| Pole-position | Jackie Stewart | Tyrrell-Ford | 1:17.8 |
| Snelste ronde | Mario Andretti | Ferrari      | 1:20.3 |

## Noot
- Dit was het debuut van de Nieuw-Zeelandse coureur Howden Ganley.
- Dit was de honderdste Grand Prix-start voor John Surtees. Hiermee werd hij de vijfde coureur die minstens honderd races had gereden.
- Vijfde podiumplaats voor Clay Regazzoni.
- Dit was de tweehonderdste podiumplaats voor een Britse coureur (in 182 Grand Prix-starts).
- Eerste snelste ronde, rondes als raceleider en Grand Prix-winst voor Mario Andretti.

1960 · 1960 II · 1961 · 1962 · 1963 · 1965 · 1966 · 1967 · 1968 · 1969 · 1970 · 1971 · 1972 · 1973 · 1974 · 1975 · 1976 · 1977 · 1978 · 1979 · 1980 · 1981 · 1982 · 1983 · 1984 · 1985 · 1992 · 1993